# Mercedes-Benz EQC
Mercedes-Benz EQC – samochód elektryczny typu SUV klasy średniej produkowany pod niemiecką marką Mercedes-Benz w latach 2019–2023.

## Historia i opis modelu

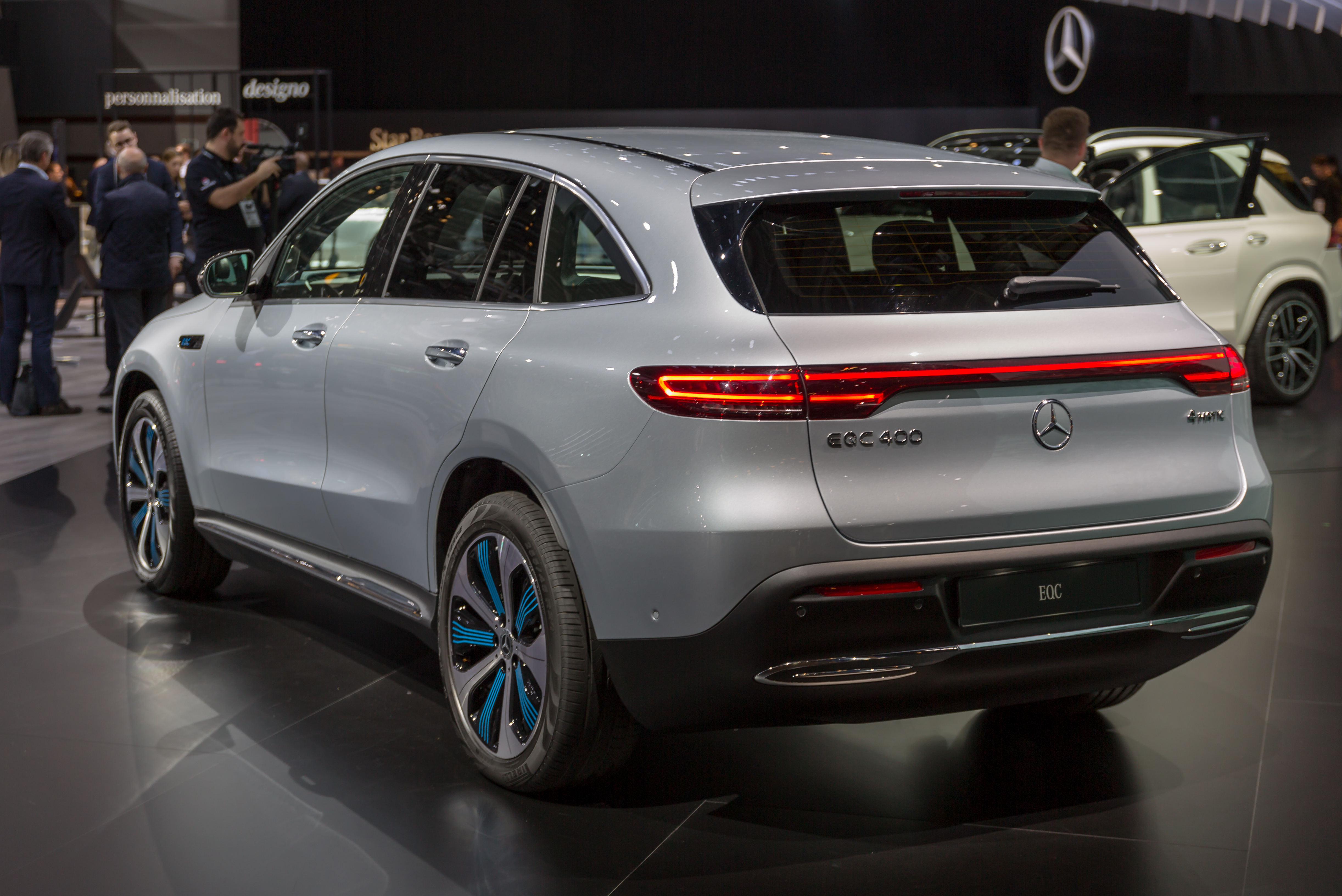
Mercedes-Benz EQC (N293) - tył

Debiut EQC oznaczonego kodem fabrycznym N293 poprzedziła prezentacja studyjnej wersji pod nazwą EQ Concept, którą przedstawiono jesienią 2016 roku na Paris Motor Show. Premiera seryjnego modelu miała miejsce we wrześniu 2018 roku na tej samej wystawie. W zestawieniu z wersją studyjną samochód zyskał bardzo zbliżoną sylwetkę i akcenty stylistyczne, a charakterystycznymi elementami są wąskie reflektory "okalające" imitację atrapy chłodnicy i podłużny pas tylnych lamp biegnący przez całą klapę bagażnika. 
EQC to pierwszy w historii seryjnie produkowany samochód elektryczny Mercedesa, który powstał od podstaw dla tego napędu i oferowany jest wyłącznie w odmianie na prąd. Samochód trafił do sprzedaży wiosną 2019 roku i jest to pierwszy model z gamy submarki EQ, która do 2022 roku ma docelowo składać się z 10 różnej wielkości modeli z napędem elektrycznym. Zasięg układu wynosi ok. 450 kilometrów, a jego moc to 300 kW (408 KM). Moment obrotowy równy jest 765 Nm, a przyśpieszenie od 0 do 100 km/h wynosi 5,1 sekundy. Pojemność netto wysokonapięciowego akumulatora EQC wynosi 80 kWh.
Produkcja samochodu trwała tylko 4 lata. W maju 2023 roku nastąpił koniec produkcji modelu.